# Hy-Tone Records
Hy-Tone Records est un label discographique indépendant américain, anciennement basé à Chicago, dans l'Illinois, actif entre 1946 et 1948. Le label produit des disques de blues, de rhythm and blues et de gospel.

## Histoire
Hy-Tone Records est fondé en mars 1946 à Chicago, sous le nom de Melody Lane, par l'entrepreneur Nathan Rothner avec le musicien de rhythm and blues et chef d'orchestre Freddie Williams (1898-1955). Il change rapidement  de nom pour devenir Hy-Tone lorsque Nathan Rothner (1912-2003), opérateur de juke-box d'origine russe, s'implique dans l'affaire. Le label enregistre des musiciens provenant principalement du South Side de Chicago et publie les premiers enregistrements de Memphis Slim, Crown Prince Waterford, Jo Jo Adams, Sunnyland Slim, le guitariste Floyd Smith, le chanteur de gospel R. L. Knowles, le propre groupe de Freddie Williams et d'autres encore.
Le label est considéré comme ayant contribué à faire de Chicago un lieu d'enregistrement pour le rhythm and blues après la Seconde Guerre mondiale. Il ferme ses portes en 1948, après l'achat par King Records, à Cincinnati, d'une partie des enregistrements originaux de Hi-Tone à Rothner.